# Hevea guianensis
Hevea guianensis är en törelväxtart som beskrevs av Jean Baptiste Christophe Fusée Aublet. Hevea guianensis ingår i släktet Hevea och familjen törelväxter.

## Underarter
Arten delas in i följande underarter:
- H. g. guianensis
- H. g. lutea
- H. g. marginata